# Hendrick Andriessen
Hendrick Andriessen noto come Mancken Heyn ('Enrico lo zoppo') (Anversa, 1607 – 1655) è stato un pittore fiammingo di nature morte.

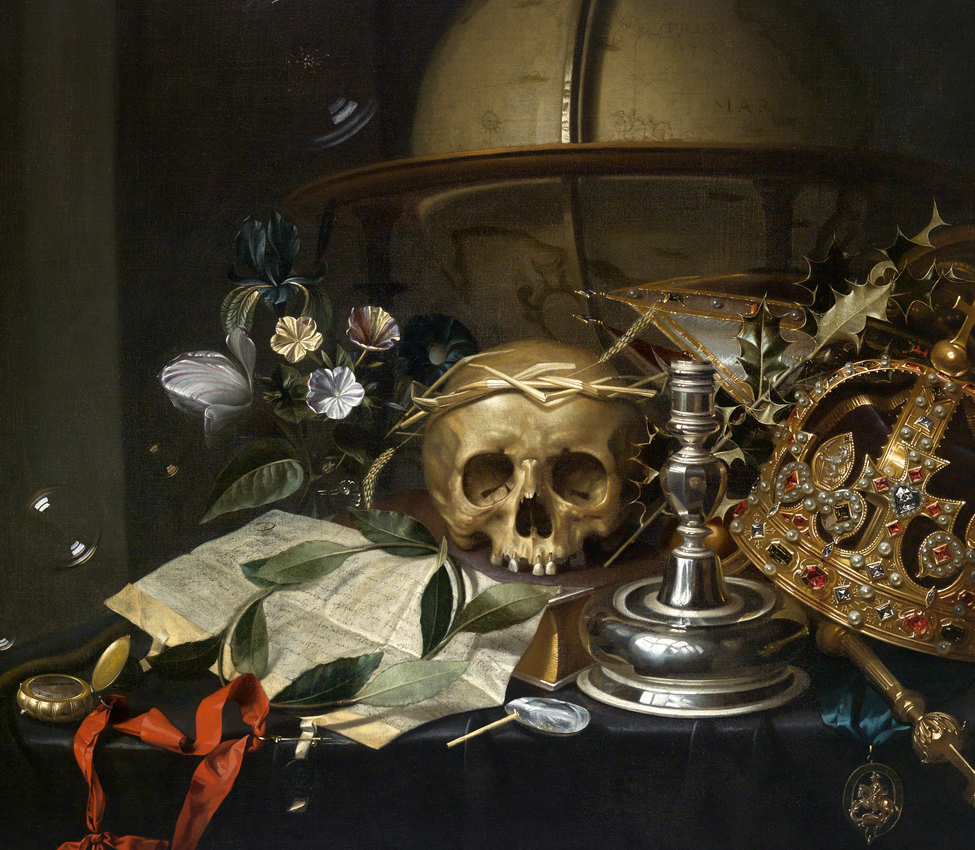
Vanitas, natura morta con un globo, uno scettro e un teschio coronato di paglia

Egli è noto per le sue nature morte vanitas, realizzate con oggetti che fanno riferimento alla precarietà della vita, e nature morte fumatrici (i cosiddetti "toebackjes"), che rappresentano utensili da fumo. L'artista ha lavorato ad Anversa e probabilmente anche nella Repubblica delle Sette Province Unite.

## Biografia
Molto poco si conosce della sua vita e carriera. Nacque ad Anversa dove fu battezzato il 23 ottobre 1607. Era noto come Mancken Heyn (Enrico lo zoppo), ad indicare che aveva dei difetti fisici.

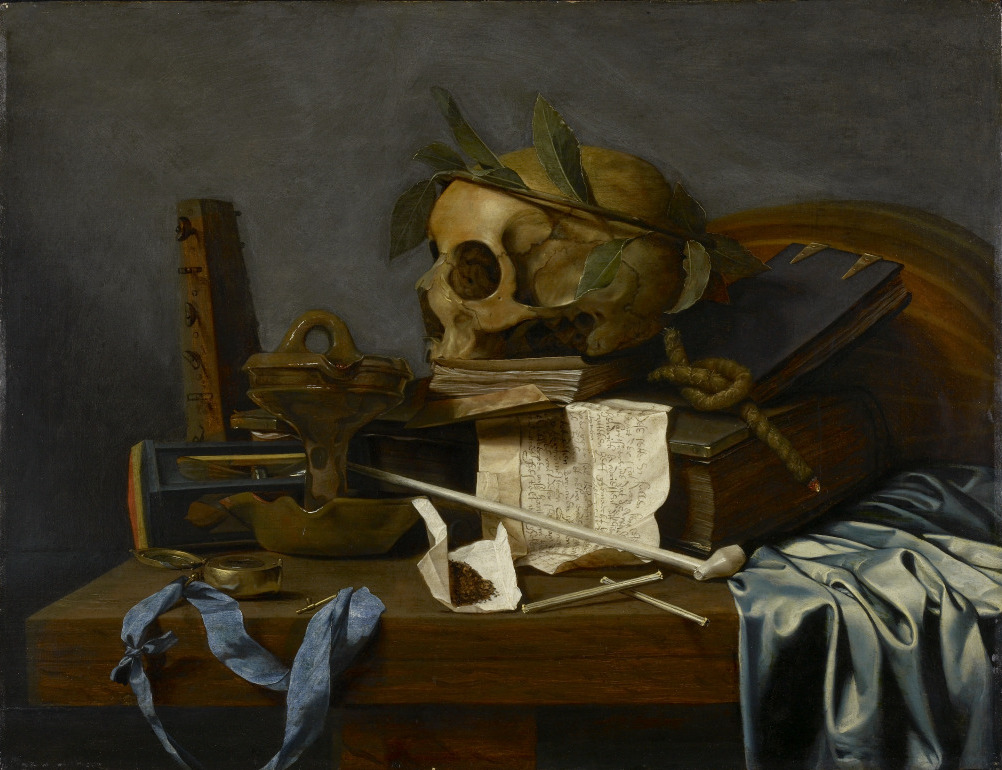
Natura morta vanitas

Si crede possa essere stato l'Hendrick Andrisen che venne registrato come leerjongen (apprendista) nella Corporazione di San Luca di Anversa negli anni 1637-1638 e non risulta di quale maestro fosse allievo.
Per motivi stilistici si presume che l'artista abbia trascorso del tempo nei Paesi Bassi settentrionali (la Repubblica delle Sette Province Unite), possibilmente nella zona della Zelanda. Il luogo della sua morte non è noto con certezza. Tradizionalmente si crede sia morto in Zelanda. Tuttavia, alcuni storici dell'arte ritengono che esista un legame tra Andriessen e il pittore di nature morte [Pieter van der Willigen], attivo ad Anversa. In particolare, gli stessi attributi si verificano nelle opere firmate dei due artisti. È possibile che van der Willigen abbia rilevato lo studio di Andriessen dopo la sua morte nel 1655. Ciò significa che Andriessen viveva ad Anversa al momento della sua morte. Molti dipinti precedentemente attribuiti a Pieter van der Willigen sono ora considerati di Andriessen.

## Opere

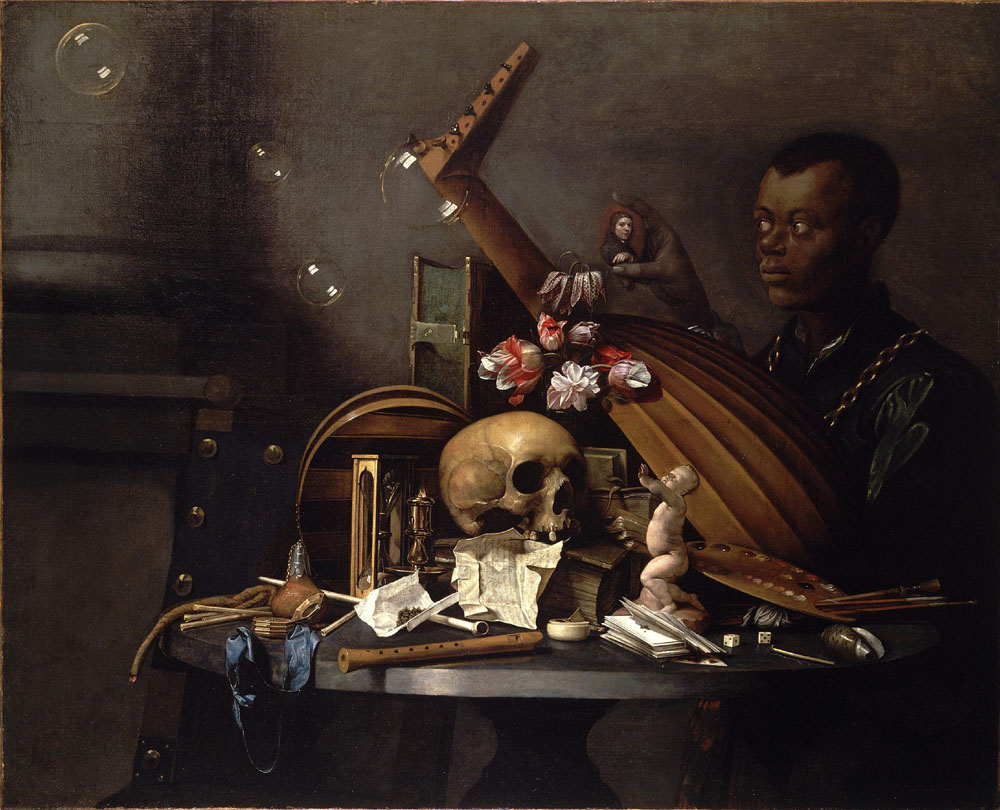
Vanitas con un teschio e un ragazzo moresco con in mano un ritratto del pittore

Andriessen era uno specialista di nature morte. I suoi dipinti sono catalogati nella categoria vanitas. Successivamente realizzò un certo numero di nature morte fumatrici (le cosiddette 'toebackjes'), con attrezzi da fumo. Solo poche delle sue opere sono note, attualmente in un numero che va da sei a nove, di cui cinque firmate. Andriessen firmò i suoi quadri in vari modi usando la sua firma completa, le sue iniziali o un monogramma. Le attribuzioni delle opere sono a volte contestate. Un esempio è la Natura morta con un teschio e un ragazzo moresco con in mano un ritratto del pittore (c. 1650, Johnson Museum of Art), attribuita a David Bailly dal sito del museo e ad Andriessen da Fred G. Meijer (1985). Una Natura morta vanitas con un teschio, un "Roemer" spezzato, una rosa, una clessidra, un guscio di nautilus, un orologio da tasca e altri oggetti, tutti su un tavolo drappeggiato (Christie's 25 - 26 novembre 2014, Amsterdam, lotto 79) è attribuita da Fred G. Meijer (1996) ad 'anonimo di Anversa 1630-1640', mentre il Dr. Sam Segal vi ha identificato le caratteristiche delle opere di Andriessen.

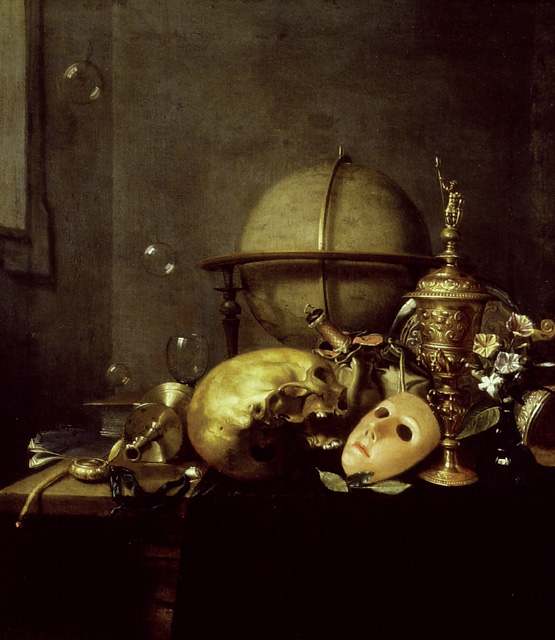
Vanitas con un teschio, maschera, globo e bolle

La maggior parte dell'opera conosciuta di Andriessen rientra nella categoria delle nature morte "vanitas". Questo genere di natura morta offre una riflessione sull'assenza di significato della vita terrena e sulla natura transitoria di tutti i beni e le attività terrene. Questo significato è trasmesso in queste nature morte attraverso l'uso di simboli che rimandano alla caducità delle cose e, in particolare, alla futilità della ricchezza terrena: un teschio, bolle di sapone, candele, bicchieri vuoti, fiori appassiti, insetti, fumo, orologi, specchi, libri, clessidre e strumenti musicali, vari oggetti costosi o esclusivi come gioielli e conchiglie rare. Il termine vanitas deriva dal famoso verso Vanitas, Vanitas. Et omnia Vanitas, nel libro Ecclesiaste della Bibbia, che nella Bibbia di re Giacomo è tradotto come "La vanità delle vanità, tutto è vanità". La visione del mondo dietro i dipinti di vanitas era una comprensione cristiana del mondo come un luogo temporaneo di piaceri fugaci e dolori da cui l'umanità poteva solo sfuggire attraverso il sacrificio e la risurrezione di Cristo. Mentre la maggior parte di questi simboli fa riferimento all'esistenza terrena (libri, strumenti scientifici, e altro) o alla transitorietà della vita e della morte (teschi, bolle di sapone) alcuni simboli usati nelle pitture vanitas hanno un duplice significato: la rosa si riferisce tanto alla brevità della vita, quanto simbolo della risurrezione di Cristo e quindi della vita eterna. Questa dualità di significato è mostrata in Hendrick Andriessen Natura morta Vanitas con teschio, vaso di fiori e strumenti per il fumo in una nicchia (c. 1635–1650, Museo di belle arti Gand) che mostra una rosa appena sopra un teschio nel suo ruolo di fiore della risurrezione. La maggior parte delle nature morte vanitosa di Andriessen ritraggono un teschio come emblema chiave.

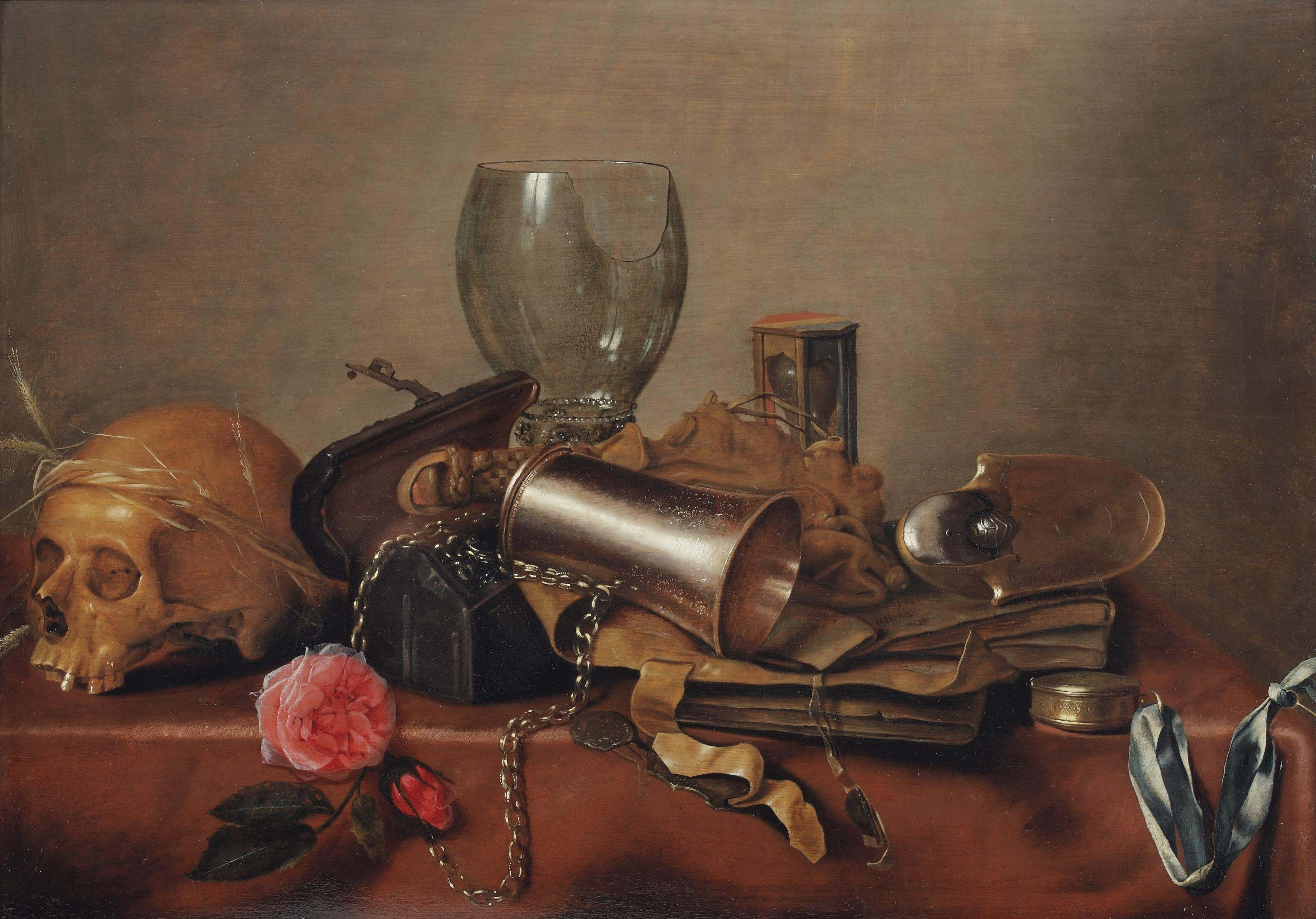
Natura morta Vanitas con un teschio

Una delle opere più note di Andriessen è Natura morta con globo, scettro e teschio coronato di paglia (c. 1650, Mount Holyoke College Art Museum). A causa della presenza nella natura morta di un teschio, una corona e uno scettro e altri oggetti correlati è considerato un riferimento alla morte per decapitazione del re Carlo I d'Inghilterra. Gli oggetti in questa natura morta vanitas non solo trasmettono le solite lezioni morali delle nature morte vanitas ma fanno anche riferimento al destino del re inglese giustiziato. La composizione fonde i generi di natura morta, ritrattistica e pittura storica. Andriessen collocò sul bordo del tavolo una lettera apparentemente scritta dalla stessa Morte che diceva allo spettatore come il destino di Carlo I esemplificasse l'inutilità della ricerca della ricchezza e del potere. Il teschio luccicante nella natura morta è quasi come un ritratto del Re morto, che affronta lo spettatore con il suo sguardo avvincente. A sinistra del cranio sono collocati i simboli di scorta della transitorietà come fiori appassiti, bolle, un cono spento e un lussuoso orologio da taschino. A destra del cranio, Andriessen raffigurava i simboli del potere reale di Carlo come la corona d'oro, l'ordine della Giarrettiera e lo scettro d'oro. L'artista incluse un autoritratto sul candelabro d'argento. È possibile che Andriessen abbia prodotto questo particolare lavoro mentre viveva nella Repubblica delle Sette Province Unite. Nell'Olanda settentrionale c'era molta simpatia per il re giustiziato tra la grande comunità di realisti inglesi esiliati e un numero significativo di cittadini olandesi. Il dipinto era chiaramente destinato a un mecenate erudito che avrebbe potuto apprezzare i suoi numerosi riferimenti oscuri e il suo simbolismo e il suo complesso messaggio politico e filosofico.
In un eccezionale esempio di collaborazione tra artisti ad Anversa, Nicolaes van Verendael aggiunse nel 1679 fiori al cranio e strumenti da fumo dipinti da Hendrick Andriessen negli anni 1640 per creare la Natura morta vanitas con un mazzo di fiori, una candela, oggetti da fumo e un teschio (Gallerie dell'Accademia, Venezia).
Hendrick Andriessen fu uno dei pittori di Anversa che collaborarono a Collezione di dipinti (Royal Collection, Inghilterra) di Jacob de Formentrou. Questo dipinto, datato tra il 1654 e il 1659, rappresenta una galleria d'arte con opere di importanti maestri di Anversa e può essere considerato come una pubblicità accuratamente realizzata per il talento contemporaneo e l'eredità del passato della scuola di pittura di Anversa. L'inclusione nella collezione della galleria d'arte di un'opera di Hendrick Andriessen che raffigura una natura morta vanitas (in basso a sinistra sul muro di destra, monogramma HA) mostra che all'epoca era considerato un pittore di primo piano ad Anversa.